# タジキスタン料理

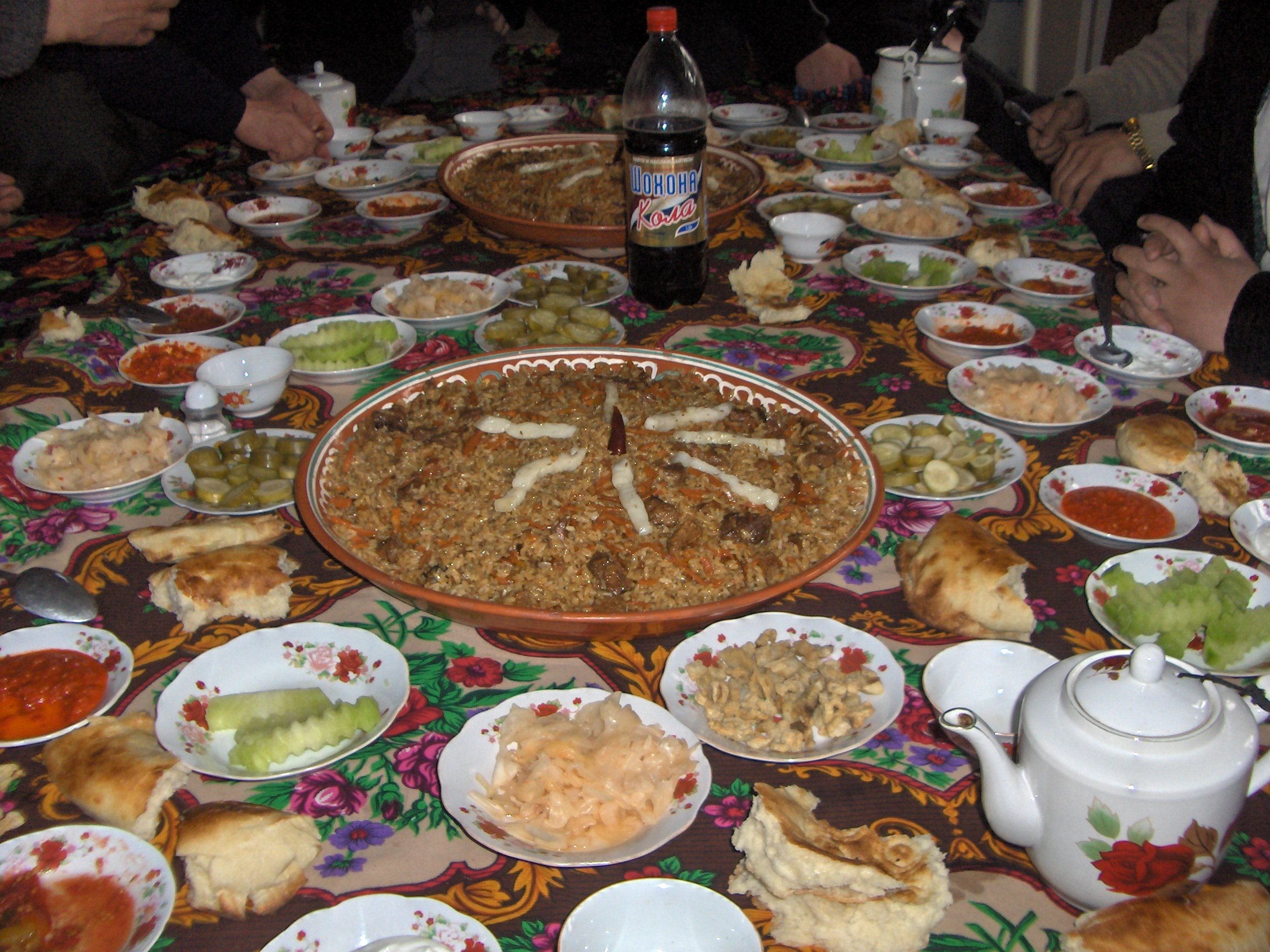
タジキスタンの饗応料理

タジキスタン料理 (タジキスタンりょうり) は、タジキスタンにおいて伝統的に食されてきた料理であるばかりでなく、ロシア、イラン、アフガニスタン、ウズベキスタンといった周辺地域においてもタジキスタン料理は一般的なものとなっている。パラウ (タジク語: палав、ウズベク語: palov)、別名：オシュ (タジク語: ош) は他の中央アジアの周辺地域と同じく、タジキスタンの国民食であり、緑茶が国内で広く愛飲されている。伝統的なタジキスタン料理ではドライフルーツやナッツの盛り合わせとハルヴァが食事の最初に出され、他にも小皿で甘味が出された後スープや肉料理が出され、最後にパラウが出される。

## 概要

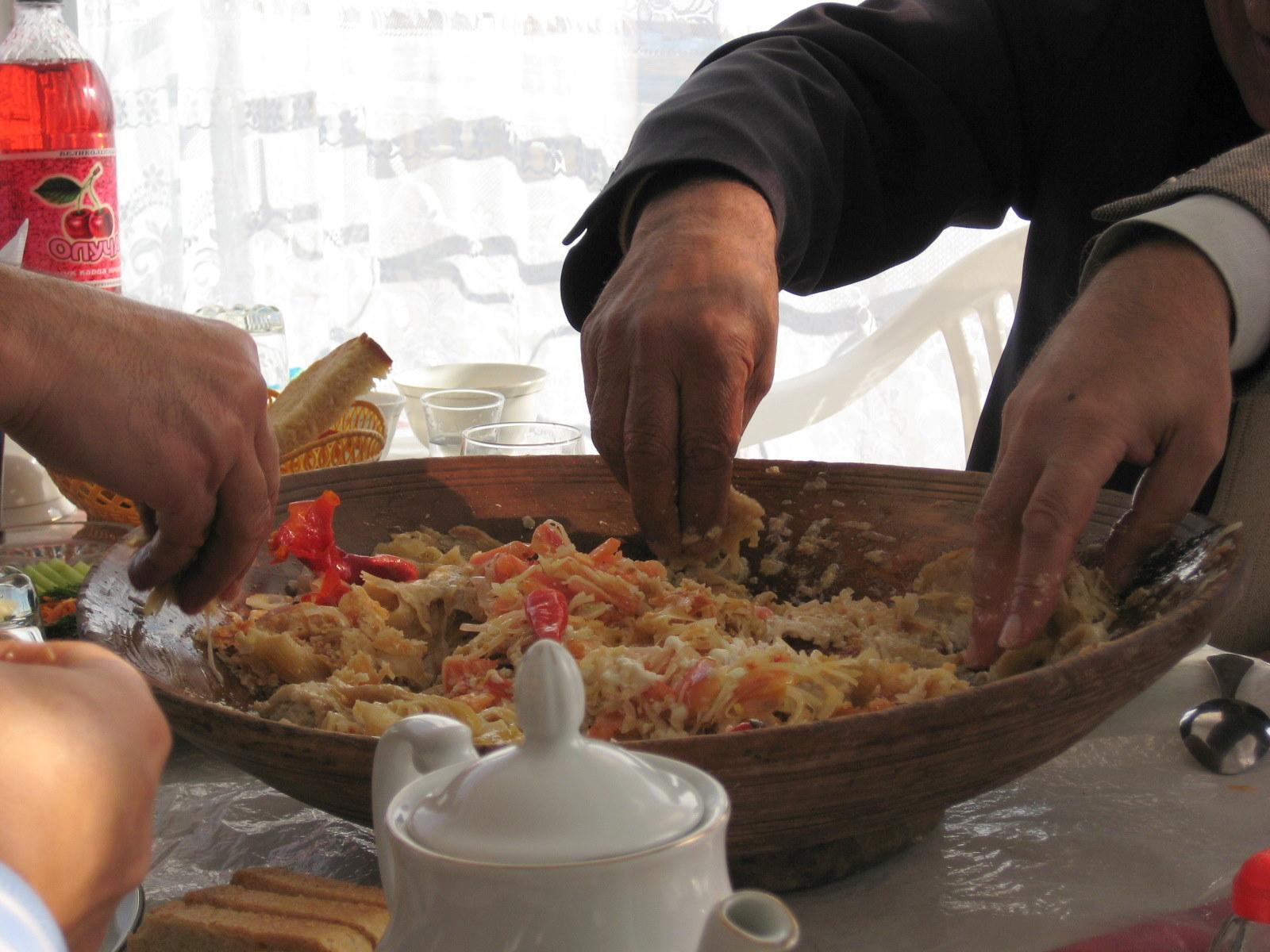
タジキスタン料理は伝統的には手で大皿から掬って食べる形式をとる。

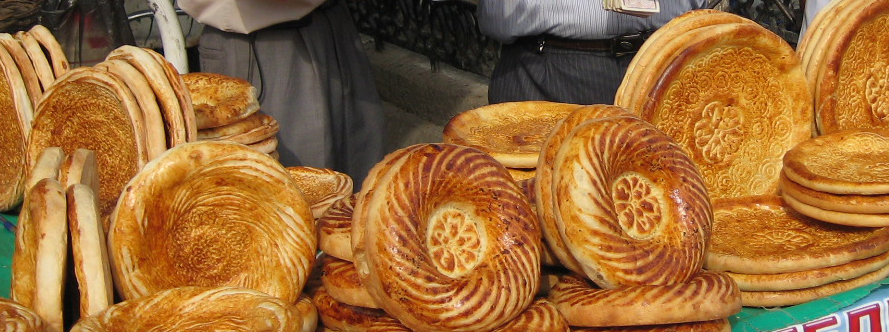
市場で販売されている伝統的なナン

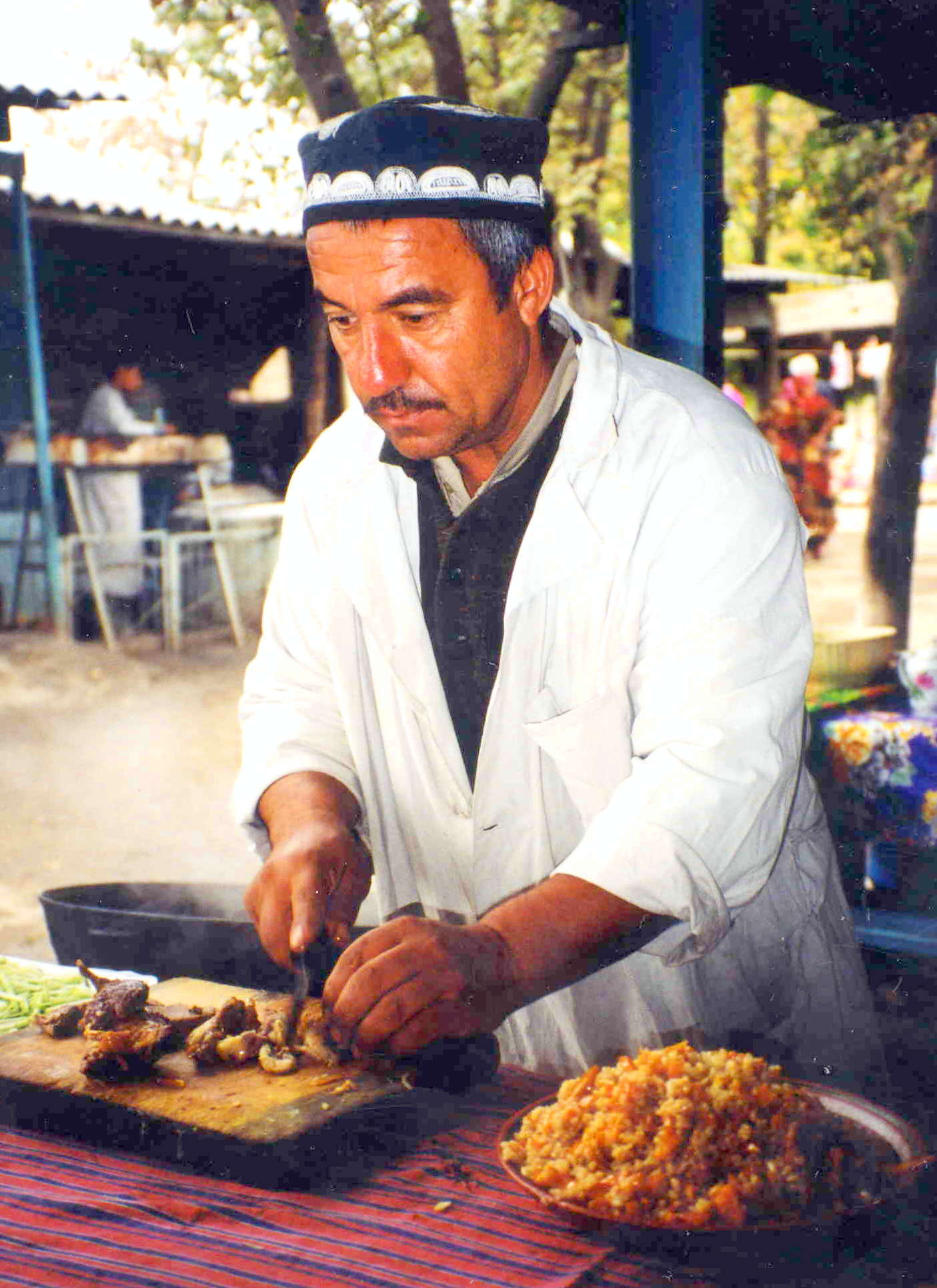
パラウを作るタジキスタンの料理人

パラウもしくはオシュ、一般的にはプロフ (ピラフ)として知られている料理は、黄色のカブや人参、ひき肉といった材料を細かく刻んで米とともに植物油や羊脂を用いてカザンと呼ばれる鉄製の大釜で炒めた後、蓋をせずに炊きあげた料理である。肉はさいの目切り、人参は短冊状に切り、米は人参や油で黄もしくはオレンジ色に色づくまで炒める。パラウは通常テーブルの中央に大皿で提供されることが多い。
伝統料理としては他にクルトブ (Qurutob、タジク語: қурутоб、クルトップとも呼ばれる) がある。この料理名は料理の工程から名付けられており、 塩分の多いチーズの塊であるクルト (タジク語: қурут)を水 (オブ、タジク語: об) で溶き、その液体を薄い層状の平パン (ファティール、パティール、タジク語: фатир、より正確にはファティール・ラフハニー - фатир равғанӣ、バターもしくは羊脂を用いて作るファティール) の欠片に注ぐ。最後に飴色になるまで炒めた玉ねぎや他の野菜を載せて提供され、肉が料理の材料として用いられることはない。クルトブもまた国民食と考えられている。
食事は通常中央アジアの平パンであるナン (タジク語: нон)とともに供される。タジク人の食卓において主菜はあるがナンがない場合、食事が不足していると言うとされる。ナンを地面に落とした場合は、人々は物乞いや鳥のため、落としたナンを棚の上においておく。しきたりによれば、ナンを上下逆さまに置くと悪い運を呼び込んでしまうとされており、別のナンで無い限り、他の料理をナンの上に載せる際にも同様のことが当てはまる。
伝統的なタジキスタンのスープは主に肉と野菜のスープ (シュルバやピティなど)と、肉の入った麺料理 (ラグマンやウグロなど)がある。ファーストフードや副菜に当たる料理としては、マンティ (小麦粉でできた生地に肉や野菜を詰めて蒸した料理)、トゥシュベラ (Tushbera、ペリメニ)、サムサ (三角形をした生地に肉や玉ねぎを詰めてタンドールで焼きあげたもの)、ベリャシ (belyashi、タジク語: беляши、酵母生地にひき肉を詰めて揚げたもので、ピロシキに似た料理)等がある。

### 日常食
通常タジキスタン料理において前菜の一部として提供される、平パンの欠片で掬って食べるような日常食としては、チャカ (chaka、サワーミルク)や濃いヨーグルト、カイマク (高脂肪のクロテッドクリーム)などがある。クルト (Qurut) の塊は軽食もしくは冷たい飲料に加えて提供されることもある。伝統的なタジキスタンの飲料ではないものの、飲むヨーグルトとして知られるケフィアも朝食で出されることが多い。

### 夏季の製品
夏季のタジキスタンでは様々な果物が販売される。ブドウやメロンといった製品はソビエト連邦時代に盛んに栽培されて有名になった。バザールではザクロ、杏、スモモ、モモ、リンゴ、ナシ、イチジク、カキといった果物も販売されている。

## 飲料
茶は通常食事とともに出され、来訪者がある場合はホスピタリティの一環として食事以外の時間であっても提供される。タジキスタンの茶は陶器製のポットを用いて熱い状態で提供され、砂糖などは入れずに持ち手のない小さなカップ (ピヤーラ)に入れて出される。茶は非常に人気があり、喫茶店 (チャイハナ)はタジキスタンで一般的に最も人が集まる場所であり、西洋のカフェの雰囲気で茶が提供されている。